# Not Okay
Not Okay ist eine US-amerikanische schwarze Komödie aus dem Jahr 2022 von Quinn Shephard. Die Hauptrollen haben Zoey Deutch, Mia Isaac und Dylan O’Brien inne. Der Film erschien in den Vereinigten Staaten am 29. Juli 2022 auf dem Video-on-Demand-Portal Hulu, während er in Deutschland am 12. August 2022 auf Disney+ veröffentlicht wurde.

## Handlung
Danni Sanders ist eine aufstrebende Autorin, die als Bildredakteurin für Depravity, einem Online-Magazin in New York City, arbeitet. Um ihren Schwarm Colin zu beeindrucken, behauptet sie an einem Workshop in Paris teilzunehmen. Die folgende Woche verbringt Danni in ihrer Wohnung und bearbeitet Bilder von sich in Paris, die sie dann postet. Dadurch gewinnt sie eine bescheidene Anhängerschaft auf Instagram, zu der auch Colin gehört. Ein paar Tage später postet Danni ein manipuliertes Foto von sich am Arc de Triomphe, nur wenige Minuten bevor dieser von Terroristen bombardiert wird. Um ihre Lüge aufrechtzuerhalten, behauptet Danni, sie sei Zeugin des Bombenanschlags gewesen.
Da ihre Eltern, Kollegen und Follower glauben, sie sei eine Überlebende der Terroranschläge, erregt Danni sofort breite Aufmerksamkeit und Sympathie, was sie dazu bringt, sich der Lüge hinzugeben. Nachdem sie eine Trauma-Selbsthilfegruppe besucht hat, lernt sie die jugendliche Anti-Waffen-Aktivistin Rowan Aldren kennen, eine Überlebende eines Schul-Amoklauf, die auch eine große Fangemeinde in den sozialen Medien hat. Inspiriert von Rowan schreibt Danni einen Artikel über ihre „Erfahrung“ bei dem Terroranschlag in Paris. Dieser Artikel, der den Hashtag #IAmNotOkay enthält, wird mit Rowans Hilfe viral und macht Danni berühmt. Danni kommt Rowan näher und beiden freunden sich sehr schnell an. Danni wird zu einer Party eingeladen, zu der auch Colin erscheint. Zwischen den beiden kommt es zu einer kurzen sexuellen Begegnung, die für Danni unangenehm ist und ihr klarmacht, dass das Leben des Ruhms, das sie wollte, nicht so wünschenswert ist wie gedacht.
Danni und Rowan werden zu einer Kundgebung eingeladen und beide halten eine emotionale Rede. Als Gegendemonstranten Feuerwerk zünden, erleidet Rowan einen PTBS-Anfall und wird ins Krankenhaus eingeliefert. Danni, die immer wieder Halluzinationen von dem Pariser Attentäter hat, fühlt sich zunehmend schuldig, Rowan getäuscht zu haben. Währenddessen deckt Harper, eine Mitarbeiterin von Danni, ihre Täuschung auf und stellt Danni ein Ultimatum: Entweder sie gesteht selber alles oder Harper veröffentlicht einen Artikel über Dannis Betrug. Danni beschließt, eine kurze Entschuldigung zu veröffentlichen, die die Wahrheit beschreibt und verspricht, sich zu ändern. Dies bringt ihr Leben schnell aus den Bahnen. Sie wird online beleidigt, aus ihrem Job gefeuert, von Rowan verabscheut, muss zu ihren Eltern zurückziehen, nachdem ihre Adresse online bekannt wurde, und erhält Morddrohungen. Aufgrund des Hasses löscht Danni all ihre Social-Media-Konten.
Einen Monat später besucht Danni eine Selbsthilfegruppe für Personen, die Opfer von Online-Beschimpfung wurden. Dort wird sie ermutigt, bei denen, die sie verletzt hat, Wiedergutmachung zu leisten. Danni nimmt an einer Veranstaltung teil, bei der Rowan darüber spricht, wie Danni sie ausgenutzt hat. Danni und die Zuschauer sind von Rowans Rede beeindruckt. Als Danni erkennt, dass die Wiedergutmachung eher zu ihrem eigenen als zu Rowans Vorteil wäre, verlässt sie leise das Theater.

## Hintergrund
Im Juni 2021 wurde der Film mit Zoey Deutch in der Hauptrolle für den Streamingdienst Hulu angekündigt. Searchlight Pictures fungiert als Produktionsunternehmen, während Quinn Shephard das Drehbuch wie auch den Regieposten übernimmt. Die weiteren Hauptrollen um Dylan O’Brien, Mia Isaac, Nadia Alexander und Embeth Davidtz wurden im August 2021 bekannt.
Die Dreharbeiten fanden zwischen Juli und September 2021 in New York City statt.
Der Film wurde am 29. Juli 2022 auf dem Streamingdienst Hulu veröffentlicht. In Deutschland und anderen Ländern erschien der Film am 12. August 2022 bei Disney+.

## Synchronisation
Die deutschsprachige Synchronisation entstand unter der Dialogregie sowie nach dem Dialogbuch von Tina Bartel durch die Synchronfirma RRP Media in Berlin.
| Rolle          | Darsteller       | Synchronsprecher     |
| -------------- | ---------------- | -------------------- |
| Danni Sanders  | Zoey Deutch      | Lydia Morgenstern    |
| Rowan Aldren   | Mia Isaac        | Zalina Sanchez Decke |
| Colin          | Dylan O’Brien    | Ozan Ünal            |
| Harper         | Nadia Alexander  | Olivia Büschken      |
| Harold Sanders | Brennan Brown    | Oliver Siebeck       |
| Judith Sanders | Embeth Davidtz   | Silvia Mißbach       |
| Linda Aldren   | Tia Dionne Hodge | Julia Blankenburg    |
| Kelvin         | Karan Soni       | Marcel Mann          |
| Charles        | Kirk White       | Tim Moeseritz        |
| Larson         | Dash Perry       | Dennis Sandmann      |
| Susan          | Negin Farsad     | Ann Vielhaben        |

## Auszeichnungen
MTV Movie & TV Awards 2023
- Nominierung für die Beste komödiantische Darbietung (Dylan O’Brien)[5]